# Сан-Антоніо (Флорида)
Сан-Антоніо (англ. San Antonio) — місто (англ. city) в США, в окрузі Паско штату Флорида. Населення — 1297 осіб (2020).

## Географія
Сан-Антоніо розташований за координатами 28°20′23″ пн. ш. 82°16′44″ зх. д. / 28.33972° пн. ш. 82.27889° зх. д. (28.339665, -82.278838).  За даними Бюро перепису населення США в 2010 році місто мало площу 3,41 км², уся площа — суходіл.

## Демографія
Згідно з переписом 2010 року, у місті мешкало 1138 осіб у 443 домогосподарствах у складі 304 родин. Густота населення становила 333 особи/км².  Було 476 помешкань (139/км²).
Расовий склад населення:
| - 96,5 % — білих - 1,1 % — чорних або афроамериканців - 0,4 % — азіатів - 1,1 % — осіб інших рас |

До двох чи більше рас належало 1,0 %. Частка іспаномовних становила 6,1 % від усіх жителів.
За віковим діапазоном населення розподілялося таким чином: 24,6 % — особи молодші 18 років, 65,6 % — особи у віці 18—64 років, 9,8 % — особи у віці 65 років та старші. Медіана віку мешканця становила 39,8 року. На 100 осіб жіночої статі у місті припадало 95,5 чоловіків;  на 100 жінок у віці від 18 років та старших — 90,7 чоловіків також старших 18 років.
Середній дохід на одне домашнє господарство  становив 90 185 доларів США (медіана — 73 750), а середній дохід на одну сім'ю — 110 556 доларів (медіана — 89 375). За межею бідності перебувало 5,5 % осіб, у тому числі 6,1 % дітей у віці до 18 років та 9,0 % осіб у віці 65 років та старших.
Цивільне працевлаштоване населення становило 644 особи. Основні галузі зайнятості: освіта, охорона здоров'я та соціальна допомога — 34,5 %, публічна адміністрація — 11,8 %, будівництво — 8,4 %, роздрібна торгівля — 7,6 %.